# Eskişehirspor
Eskişehirspor Kulübü – turecki klub piłkarski z siedzibą w mieście Eskişehir.
Klub nazywany jest popularnie Kırmızı Şimşekler, co oznacza "Czerwone Błyskawice". Spotykane jest także inne określenie - "Gwiazdy Anatolii". Założenie klubu w 1965 przyczyniło się do gwałtownego rozwoju futbolu w Anatolii. Klub posiada dużą grupę kibiców, których popularne zawołanie brzmi: "Es Es Es Ki Ki Ki , Eski Eski Es!".

## Osiągnięcia
- Wicemistrz Turcji (3): 1969/1970, 1970/1971, 1972/1973
- Puchar Turcji: 1970/1971
- Finał Pucharu Turcji (2): 1969/1970, 1986/1987

## Historia
Eskişehirspor powstał w 1965 roku na skutek połączenia klubów İdman Yurdu, Akademi Gençlik oraz Yıldıztepe. Nowy klub dopuszczony został do rozgrywek drugiej ligi tureckiej, awansując do pierwszej ligi w momencie, gdy ta stała się ligą zawodową. W latach 1968–1975 był jednym z najlepszych klubów Anatolii, trzykrotnie zdobywając wicemistrzostwo Turcji. Nie udało się jednak ani razu zdobyć mistrzostwa Turcji.
Pierwszy ze zdobytych tytułów wicemistrzowskich pozwolił klubowi zadebiutować w europejskich pucharach - w ostatniej edycji Pucharu Miast Targowych, która odbyła się w sezonie 1970/71. W pierwszej rundzie przeciwnikiem był hiszpański klub Sevilla FC. W Sewilli drużyna turecka przegrała nisko 0:1, zachowując duże szanse na awans. Na własnym boisku Eskişehirspor wygrał 3:1 i niespodziewanie awansował do kolejnej rundy. Kolejnym rywalem był holenderski klub FC Twente, który ze względu na pozycję, jaką wywalczyła sobie holenderska piłka klubowa na początku dekady, był zdecydowanym faworytem. U siebie Turcy wygrali 3:2, jednak na wyjeździe holenderska drużyna nie pozostawiła żadnych złudzeń pokonując rywali aż 6:1.
Największym sukcesem klubu było zdobycie Pucharu Turcji w sezonie 1970/71 po zwycięskim dwumeczu z Bursaspor - po porażce 1:2 Eskisehirspor pokonał rywali 3:1. Kolejnym zwycięskim turniejem był Puchar Prezydenta (Cumhurbaşkanlığı Kupası), w którego finale Eskişehirspor pokonał Galatasaray SK 3:2. Wszystkie bramki dla Eskişehirspor zdobył w tym meczu uważany za legendę klubu Fethi Heper.
Jako zdobywca pucharu klub wystąpił w Pucharze Zdobywców Pucharów w sezonie 1971/72. Pierwszy przeciwnik, fiński klub MP Mikkeli, nie był zbyt wymagający - po wyjazdowym remisie 0:0 Eskisehirspor wygrał u siebie 4:0. W następnej rundzie przeciwnikiem był reprezentujący ZSRR klub Dinamo Moskwa. Drużyna turecka przegrała oba mecze po 0:1 i została wyeliminowana. Później okazało się, że rywale dotarli aż do finału tej edycji pucharu.
Kolejną szansą pokazania się był Puchar UEFA w sezonie 1972/73. Już w pierwszej rundzie przeciwnik okazał się stanowczo za mocny - Eskişehirspor trafił na Fiorentinę z Florencji i odpadł przegrywając 1:2 u siebie oraz 0:3 we Włoszech.
Kolejne wicemistrzostwo pozwoliło na start w Pucharze UEFA w sezonie 1973/74. Także i tym razem zabrakło szczęścia w losowaniu - już w pierwszej rundzie trzeba było stawić czoło bardzo silnej niemieckiej drużynie 1. FC Köln. Eskişehirspor zremisował u siebie 0:0, jednak w Kolonii przegrał 0:2 i odpadł z turnieju.
Trzecie miejsce w lidze w sezonie 1974/75 pozwoliło na start w Pucharze UEFA w sezonie 1975/76. Także i teraz nie udało się przebrnąć przez pierwszą rundę - bułgarski klub Lewski Spartak Sofia nie dał drużynie tureckiej żadnych szans wygrywając zdecydowanie oba spotkania - 3:0 w Sofii i 4:1 w Eskişehir. Jak dotąd był to ostatni występ klubu Eskişehirspor w europejskich pucharach.
Później klubowi wiodło się coraz gorzej, aż w końcu w sezonie 1981/82 Eskişehirspor w ostatniej 34 kolejce przegrał z zespołem Beşiktaş JK, co zadecydowało o spadku do drugiej ligi. Mecz ten przerwany został w 78 minucie z powodu interwencji kibiców klubu Eskişehirspor po tym, jak pomocnik Beşiktaşu Ziya zdobył w 76 minucie bramkę dającą drużynie ze Stambułu prowadzenie 2:1. Po meczu wynik został zweryfikowany na walkower 3:0 dla Beşiktaşu i Eskişehirspor spadł z ligi, tracąc 1 punkt do zespołu Gaziantepspor. Do pierwszej ligi Eskişehirspor wrócił w sezonie 1983/84.
W sezonie 1986/87 klub dotarł do finału Pucharu Turcji, gdzie przegrał dwumecz z Gençlerbirliği SK (Eskisehirspor wygrał 2:1 u siebie i przegrał 0:5 na wyjeździe). Klub wygrał Puchar Premiera, pokonując w finale w rzutach karnych Beşiktaş (po remisie 2:2 Eskisehirspor wygrał karne 4:2).
Eskişehirspor w sezonie 1988/89 ponownie spadł do drugiej ligi po przegranym 0:1 meczu 28 kolejki z Galatasaray SK (bramkę zdobył Tanju Çolak). Klub zgromadził łącznie 41 punktów i uplasował się za drużyną Altay Izmir. Po zajęciu trzeciego miejsca od końca w drugoligowej gupie A w sezonie 1991/92 Eskişehirspor spadł do trzeciej ligi, ale tylko na jeden sezon. Klub powrócił do drugiej ligi po wygraniu 5 grupy w III lidze.
W sezonie 1994/95 Eskişehirspor wygrał 3 grupę drugiej ligi i zakwalifikował się do gier barażowych. W barażach klub pokonał 2:1 Erzurumspor, 3:2 po dogrywce Adanaspor oraz 2:1 Aydınspor i awansował do pierwszej ligi. Powrót był bardzo ktrótkotrwały, gdyż w następnym sezonie Eskişehirspor, pomimo dobrego początku i zwycięstwa 3:1 nad İstanbulspor znów spadł do drugiej ligi po przegranym 1:7 meczu z Trabzonspor (5 bramek zdobył Szota Arweładze). W sezonie 1997/98 znów udało się dotrzeć do baraży, jednak tym razem Eskişehirspor nie awansował do pierwszej ligi. Co gorsza, w sezonie 1998/99 ledwo uniknął spadku do III ligi, co w końcu spotkało klub Petrolofisi.
Po udanym sezonie 2007/08 klub zajął 4. miejsce w II lidze (występującej pod nazwą Bank Asya 1. Lig) i zakwalifikował się do gier barażowych o trzecie miejsce premiowane awansem do pierwszej ligi. W rozgrywkach drugoligowych klub prowadzony był przez dwóch trenerów - od 1 do 26 kolejki drużyną kierował Metin Diyadin, a od 27 do 34 kolejki - Nejad Biyedic.
Pierwszym barażowym rywalem był klub Diyarbakirspor, z którym Eskişehirspor zremisował 0:0 i do dalszej gry awansował dzięki zwycięstwu w rzutach karnych 6:5. Następnie w Stambule, na stadionie Besiktasu BJK İnönü Stadı, Eskişehirspor po tym, jak bramki zdobyli Doğa Kaya i Coşkun Birdal, pokonał 2:0 Boluspor i awansował do pierwszej ligi.
Nowym prezesem klubu 3 czerwca 2008 został Halil Ünal, a nowym trenerem na sezon 2008/09 - Rıza Çalımbay.
28 czerwca 2012 roku nowym zawodnikiem klubu został polski pomocnik Patryk Małecki (wypożyczenie w sezonie 2012/13 z Wisły Kraków).

## Europejskie puchary
Legenda do wszystkich tabel:
- Q – runda eliminacyjna, 1/16, 1/8, 1/4, 1/2 – odpowiednia faza rozgrywek, Grupa – runda grupowa, 1r gr – pierwsza runda grupowa, 2r gr – druga runda grupowa, F – finał, R – runda, PO – play-off
- k. – rzuty karne, los. – losowanie, Dogr. – dogrywka, w. – zasada bramek strzelonych na wyjeździe

| Sezon   | Rozgrywki                 | Runda | Przeciwnik           | Dom | Wyjazd | Ogólnie |
| ------- | ------------------------- | ----- | -------------------- | --- | ------ | ------- |
| 1970/71 | Puchar Miast Targowych    | 1R    | Sevilla FC           | 3–1 | 0–1    | 3–2     |
| 1970/71 | Puchar Miast Targowych    | 2R    | FC Twente            | 3–2 | 1–6    | 4–8     |
| 1971/72 | Puchar Zdobywców Pucharów | 1R    | Mikkeli              | 4–0 | 0–0    | 4–0     |
| 1971/72 | Puchar Zdobywców Pucharów | 2R    | Dinamo Moskwa        | 0–1 | 0–1    | 0–2     |
| 1972/73 | Puchar UEFA               | 1R    | ACF Fiorentina       | 1–2 | 0–3    | 1–5     |
| 1973/74 | Puchar UEFA               | 1R    | 1. FC Köln           | 0–0 | 0–2    | 0–2     |
| 1975/76 | Puchar UEFA               | 1R    | Lewski-Spartak Sofia | 1–4 | 0–3    | 1–7     |
| 2012/13 | Liga Europy               | 2Q    | St. Johnstone        | 2–0 | 1–1    | 3–1     |
| 2012/13 | Liga Europy               | 3Q    | Olympique Marsylia   | 1–1 | 0–3    | 1–4     |

## Skład na sezon 2015/2016
| Nr | Poz. | Piłkarz            |
| -- | ---- | ------------------ |
| 1  | BR   | Ali Şaşal Vural    |
| 3  | OB   | Anil Karaer        |
| 4  | OB   | Birol Parlak       |
| 5  | OB   | Sezgin Coşkun      |
| 6  | PO   | Alpaslan Öztürk    |
| 7  | NA   | Emre Güral         |
| 8  | PO   | Onur Bayramoğlu    |
| 9  | PO   | Engin Bekdemir     |
| 10 | PO   | Raheem Lawal       |
| 11 | PO   | Matías Defederico  |
| 13 | NA   | Nassim Ben Khalifa |
| 14 | PO   | Hasan Hüseyin Acar |
| 15 | NA   | Sebastián Pinto    |
| 17 | OB   | Kaan Kanak         |
| 18 | NA   | Teofanis Gekas     |

| Nr | Poz. | Piłkarz         |
| -- | ---- | --------------- |
| 19 | PO   | Muarem Muarem   |
| 20 | PO   | Erkut Şentürk   |
| 23 | OB   | Emre Güngör     |
| 25 | BR   | Ruud Boffin     |
| 28 | PO   | Toko            |
| 30 | OB   | Jerry Akaminko  |
| 33 | OB   | Aytaç Öden      |
| 60 | PO   | Özgür Çek       |
| 65 | OB   | Kamil Çörekçi   |
| 87 | BR   | Sinan Ören      |
| 92 | PO   | Goran Čaušić    |
| 94 | OB   | Cédric Mongongu |
| 96 | PO   | Feyzi Yıldırım  |
|    | PO   | Leandro Junio   |